# Joseph Monier
Joseph Monier  (Saint-Quentin-la-Poterie, 8 de noviembre de 1823 - París, 13 de marzo de 1906) fue un jardinero e inventor francés, pionero en el uso del hormigón reforzado.
A Monier se le considera el inventor del hormigón armado, por el que presentó varias patentes; en particular, en 1867, una patente sobre cajas de cemento reforzado con hierro para horticultura.

## Visión general
Como jardinero, Joseph Monier no estaba del todo satisfecho con los materiales con los que estaban fabricadas las macetas. El barro se rompía fácilmente y la madera no soportaba las inclemencias del tiempo, además de que fácilmente se rompían con las raíces de las plantas. 
Monier comenzó a fabricar cubos y tarros de hormigón que, sin embargo, no eran lo suficientemente estables para cumplir con las exigencias. Para fortalecer los contenedores de hormigón, Monier experimentó con una malla de hierro embebida en el molde. Aunque no fue el primero en experimentar con un refuerzo de hierro para el hormigón, reconoció las posibilidades de esta técnica y en adelante, la promovió extensamente.
Monier mostró sus inventos en la Exposición de París de 1867. Obtuvo su primera patente el 16 de julio de 1867, para tubos fabricados con cemento reforzado con hierro, especiales para la horticultura. Continuó experimentando y encontró nuevos usos para el material: tuberías de hormigón reforzadas con hierro (en 1868); tableros de hormigón reforzado con hierro para construir fachadas (en 1869); puentes fabricados con hormigón reforzado con hierro (en 1873), y vigas de hormigón reforzadas con hierro (en 1878). 
En 1875, Monier diseñó y construyó el primer puente de hormigón reforzado con hierro de la historia, en los jardines del Castillo de Chazelet, en Francia.
La idea de Monier era combinar hormigón y acero de tal manera que las mejores propiedades de cada material entraran en juego. Al hormigón se le da forma fácilmente y es relativamente sencillo de obtener. Tiene una resistencia considerable a compresión, pero es poco eficiente contra la fuerza de corte y totalmente ineficiente contra la fuerza a tensión. El acero, por otro lado, se puede extruir fácilmente en formas como barras, y es extremadamente fuerte; aunque es difícil y caro de trabajar en otras formas. Hasta este momento era usual evitar el hormigón para construir vigas, forjados o paredes delgadas pues era previsible que por su nula resistencia a la tensión, fallaría bajo tales condiciones. En cambio, si un forjado de hormigón se refuerza con una red de pequeñas varillas de acero en su parte inferior, que es donde ocurren las mayores tensiones, su fuerza se verá incrementada de manera importante.
François Hennébique conoció los tubos y tanques de hormigón reforzado de Monier, en la Exposición de París del 67, y a partir de entonces comenzó a probar otras maneras de aplicar a la construcción este nuevo material. Hennebique instaló su propia empresa ese mismo año, y para 1892 ya había patentado un sistema de construcción para un edificio completo, que utilizaba el hormigón reforzado.
En 1885, el ingeniero alemán Gustav Adolf Wayss (1851–1917) compró la patente a Monier. Después llevó a cabo más experimentos con respecto al uso del hormigón reforzado como material de construcción, y estableció varias empresas de construcción que utilizaban el hormigón reforzado (la más famosa fue la Wayss & Freytag y Beton- und Monierbau AG).

## Infancia
Saint-Quentin-la-Poterie se encuentra a 5 km al norte de Uzès y a 30 km al norte de la ciudad de Nîmes. Monier fue uno de los diez hijos de una familia de horticultores al servicio del duque de Uzès. Todas las manos eran útiles en el campo, así que Monier no fue enviado inmediatamente a la escuela. A los 17 años, ya había probado su valor como jardinero, así que el duque le ofreció un puesto en su mansión de París. Monier tuvo la oportunidad de asistir a clases nocturnas, y allí aprendió a leer y a escribir. Cuando los amigos del duque comenzaron a pedirle consejo, sus horizontes se ampliaron y empezó a hacer contactos de alto nivel, que finalmente iban a definir su carrera en adelante. En 1846 dejó el puesto con el duque, para ocupar un puesto en los Jardines de las Tullerías, cerca del Louvre. Monier se convirtió en el responsable del invernadero. Comenzó a buscar una forma más duradera para contener los naranjos, que se trasladaban del exterior, hacia el interior en los invernaderos durante el invierno. Monier comenzó a hacerlos con hormigón (mezcla de arena, cenizas y ladrillos refractarios triturados) y los reforzó con una rejilla de varillas de hierro. En ese momento ya existía una noción generalizada de que la expansión y contracción térmica del hierro incrustado rompería el hormigón. Sin embargo Monier pasó algunos años experimentando con sus contenedores para demostrar que este no era el caso.
En una época en la que aún no se habían establecido los sistemas municipales de suministro de agua, Monier se dio cuenta de que sus contenedores podían usarse para la recolección y almacenamiento de agua para jardines. Continuó su educación con cursos de horticultura y jardinería paisajística. En 1849, sin dejar su puesto en las Tullerías, abrió un pequeño taller y comenzó a emprender proyectos de paisajismo. Estos lo llevaron hasta lugares tan lejanos como Estrasburgo. La moda en ese momento era decorar grandes jardines con rocallas y grutas y formarlos a partir de concreto simple. Para mayor economía, formó cantos rodados artificiales huecos a partir de su ferrocemento (en francés: "ciment et fer"). También creó pequeños pabellones de jardín, dando forma y tallando la superficie de hormigón para imitar los originales rústicos de madera. En julio de 1867 expuso sus ideas en la segunda Exposición Internacional de París (Exposition Universelle). Ese mismo mes solicitó su primera patente para contenedores, que le fue otorgada con el número 77165. Poco después solicitó una adición para cubrir tuberías y otra más para piscinas ornamentales. Sus proyectos incluyeron un depósito de 20 metros cúbicos y un techo de terraza. En 1869, su establecimiento incluía oficinas, talleres e invernaderos, además de establos para ocho caballos de tiro y tres caballos de carruaje. En septiembre de ese año solicitó una patente para paneles aptos para el revestimiento de edificios y para su uso como adoquines y baldosas.
En 1870 sufrió un gran revés. Napoleón III había declarado la guerra a Prusia con resultados desastrosos. París estuvo sitiada durante 4 meses y en diciembre, ciudadanos hambrientos invadieron la propiedad de Monier y se llevaron todo lo comestible, incluidos los caballos. Su cuidador murió tratando de resistirlos. En enero de 1871, el bombardeo prusiano arruinó lo que quedaba. Monier y su familia resistieron durante el severo invierno. Aunque se declaró la paz en marzo, los ciudadanos de París se negaron a ceder. Monier y sus trabajadores comenzaron a reconstruir el negocio bajo los rigores de la Comuna.
Cuando la vida volvió a la normalidad, el negocio floreció. La reputación de Monier se difundió principalmente de boca en boca. Construyó una gran cantidad de tanques de reserva en este período. Aunque muchos eran pequeños, un tanque en Bougival (1872) con techo abovedado tenía un volumen de 130 metros cúbicos. Se construyeron dos tanques de 1000 metros cúbicos cada uno en lo que ahora es Bruyères à Sèvres. El depósito de dos pisos en Pessac tiene un tanque de 10 metros cúbicos encaramado sobre un tanque de 20 metros cúbicos, las columnas de soporte tienen la forma de troncos de árboles.
Monier tuvo cuidado de consultar con los clientes después de algunos años, para asegurarse de que sus productos habían funcionado bien y para obtener testimonios. Sus clientes incluían a Alphonse de Rothschild, Baron Max de Springer y Monsieur Tapinart, marqués de Tillière. La mayoría de sus proyectos se concentraron en el oeste de París, donde vivía, y especialmente en los alrededores del pueblo de Neuilly.

En 1873, Monier solicitó una adición a la patente 77165 para cubrir puentes, y en 1875 construyó su primer puente para el marqués de Tillière. Se extiende por 14 metros a través del foso del castillo. Las vigas están integradas a la losa, y las barandillas son de estilo rústico, imitando la madera, una técnica decorativa descrita hoy por el término: faux bois (francés para "madera falsa").

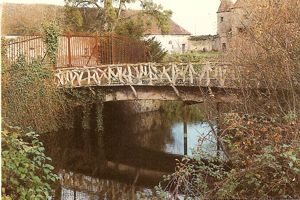
Puente en Chazelet.

Alrededor de 1875, Monier construyó una escalera que conducía a las oficinas sobre su taller y solicitó una patente para cubrir esta forma de construcción. Otra aplicación en 1878 cubrió traviesas de ferrocarril de hormigón armado. Cuando se concedió, esto se convirtió en la base para una serie de adiciones adicionales. Contenía una declaración clara de que el cemento protegía el hierro contra la oxidación. Una aplicación en 1878 relacionada con vigas en T de hormigón armado.
A medida que los municipios expandieron sus redes de suministro de agua y alcantarillado, hubo una creciente necesidad de tuberías, pero una menor necesidad de tanques de reserva. Monier se vio obligada a alejarse de las zonas urbanas en busca de clientes. En 1886 se le concedió la patente 175513 de un sistema aplicable a la vivienda. La técnica se registra en fotografías de una casa de demostración que se muestra en construcción; terminado; y en curso de demolición. Monier describió la casa como a prueba de terremotos, hielo, humedad, calor y fuego y recibió una comisión para construir una casa de este tipo en Niza, posiblemente como resultado de un terremoto reciente. Paul, el segundo hijo de Monier, pidió trabajar en este proyecto. El 24 de noviembre de 1887, Paul murió al caer del andamio. Como el hijo mayor de Monier, Pierre, había roto su relación con su padre por una discusión familiar, Joseph se encontró sin hijos en edad laboral que lo ayudaran en el negocio.

En junio de 1888 la empresa "J Monier constructeur" fue declarada en quiebra y en abril de 1889 entró en liquidación. Sin embargo, en 1890 formó una nueva firma: "L'Entreprise générale de travaux en ciment J Monier". En 1891 llegó otra solicitud de patente: conductos para cables telefónicos y eléctricos. Por esta época, Monier construyó su último proyecto conocido, un depósito de servicio para un Hogar de Ancianos en Clamart, donado por Marie de Ferrari, duquesa de Galliera (coordenadas globales 48.79756, 2.261623). La estructura del embalse tiene 10 metros de altura y 8 metros de diámetro. El piso del tanque es de 8 cm de espesor y el techo de 5 cm de espesor. La decoración exterior fue diseñada por el arquitecto Prosper Bobin en estilo neoclásico. El embalse aún existe (2010).

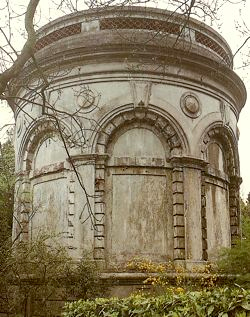
Embalse en Clamart.

Después de esto, parece que Joseph estaba al menos semirretirado, viviendo con sus tres hermanas mayores y su segunda esposa. 
El hijo de Monier, Pierre, se mudó a Noyon después de la ruptura con su padre, estableció una familia y entró en la misma línea de negocio, bajo el nombre de "Monier fils". Probablemente regresó a París en 1889, donde expuso en la Exposición de ese año. Los proyectos de la firma incluían un edificio de lavandería de hormigón armado y tuberías para una planta de tratamiento de aguas residuales. Lamentablemente, Pierre murió prematuramente, aparentemente antes de 1900, sin reconciliarse con su padre. En ese año, una empresa cotizaba como "Société des travaux en ciment de La Plaine-Saint-Denis, ancienne maison Monier fils" (es decir, anteriormente "Monier fils"). Los proyectos completados por esta empresa incluyen un depósito parcialmente enterrado en Vimoutier; un embalse elevado icónico en el estilo rústico en Pontorson; el Pabellón de Camboya en la Exposición de 1900; y dos embalses elevados en Boullaye-Mivoie y Fonville, con su casa de bombas asociada.
Cuando se jubiló, Monier fue acosado por alguaciles y por la oficina de impuestos, que razonó que debería haber estado recibiendo grandes comisiones de sus muchas patentes extranjeras. Buscó refugio en la casa de su hijo Lucien, de su segunda esposa. En 1902, varias empresas extranjeras que se habían beneficiado de sus patentes apelaron al presidente de Francia para que le concediera una pensión, describiéndolo como el inventor del hormigón armado y como su "antiguo maestro" (ancien maître). Abrieron una suscripción para su beneficio y las contribuciones llegaron de muy lejos. Más tarde se organizó una petición para que se le concediera un puesto en un quiosco de tabaco del gobierno. Monier expresó su gratitud por estos esfuerzos en una carta publicada en la revista "Le Ciment" en 1902. Murió el 13 de marzo de 1906 y fue enterrado en el cementerio municipal de Billancourt. La "Société des travaux en ciment" todavía estaba en funcionamiento en ese año, cuando expuso en la Exposición de París.

## Las patentes de Monier fuera de Francia
A partir de la década de 1890, las patentes se obtuvieron en nombre de Wayss en Australia. Inicialmente, los productos principales eran tuberías y estructuras de arcos que utilizaban el sistema Monier tal como lo refinaron Wayss y sus colegas. Los acueductos White's Creek y Johnston's Creek son las primeras estructuras de arcos reforzados en Australia. Fueron construidos por empresas asociadas con Frank Moorhouse Gummow y el ingeniero de diseño William (Wilhelm) Julius Baltzer en 1897/8. [3]
Las tuberías Monier producidas por Gummow Forrest & Co, unidas de un extremo a otro, se utilizaron como cimientos tubulares para varios puentes construidos por el Departamento de Obras Públicas de Nueva Gales del Sur, el primero sobre Cockle Creek cerca de Newcastle. [4] [5] El nombre de Joseph se perpetuó en Monier Pipe Company de Melbourne, y su sucesora, Monier Pipe & Reinforced Concrete Construction Company. El ingeniero de estas empresas fue (Sir) John Monash. En Victoria se construyeron unos 20 puentes de arco de Monier.Monier Sacó patentes en muchos países, por todas partes Europa y en el extranjero. Algunos de estos estuvo registrado en el nombre del agente de patente, de acuerdo con ley local, la patente británica de 1883 ser en el nombre de John Imray. Típicamente, las patentes eran válidas para 15 años, pero  sea necesario de pagar un coste anual significativo para mantenerles. Monier Optado para vender sus derechos Francia exterior a local businessmen e ingenieros para un pago de suma del trozo.
Monier  el nombre era ampliamente publicised a través del trabajo de Gustav Adolf Wayss (1851@–1917). Wayss Obtuvo control del Monier patentes por todas partes Alemania y Austria por un proceso de compra y fusión, y promovió la técnica como "Das Sistema Monier" o "Monierbau". Búsqueda a la ciencia y la matemática de estructuras concretas reforzadas progresó rápidamente en la última década del siglo XIX. Los colaboradores principales que trabajan bajo la pancarta de Monierbau, era Matthias Koenen y Emil Mörsch. El trabajo era inicialmente concentrado encima puentes de arco, y sólo más tarde extendidos a edificios.